# دراسات الحرب
دراسات الحرب هي دراسة الحرب متعددة التخصصات. يتعلق الأمر بالأبعاد العسكرية أو الدبلوماسية أو الفلسفية أو الاجتماعية أو السياسية أو النفسية أو الاقتصادية للصراع البشري.